# Olesa de Montserrat
Olesa de Montserrat – gmina w Hiszpanii, w prowincji Barcelona, w Katalonii, o powierzchni 16,69 km². W 2011 roku gmina liczyła 23 980 mieszkańców.